# 六角大井
六角大井，位于中国广东省湛江市湛江太平镇通明港村，为湛江市的一个市、县级文物保护单位，类型为古建筑，公布时间为1991年6月20日。
六角大井的历史年代为明代。